# Бакумец, Александр Джабраилович
Александр Джабраилович Бакумец (9 февраля 1960 года, Орск — 20 июня 1996, Орск) — российский шашист, известный как выдающийся шашечный композитор и решатель. Мастер спорта СССР, гроссмейстер России.
Бакумец один из первых мастеров спорта по шашкам в Орске. Победитель чемпионатов Оренбургской области по русским шашкам, участник Кубка России по русским шашкам.